# دليل جاداسون للأمراض الجلدية والتناسلية
دليل جاداسون للأمراض الجلدية والتناسلية أو Handbuch der Haut- und Geschlechtskrankheiten هو كتاب طبي في مجال الأمراض الجلدية كُتب في البداية بواسطة جوزيف جاداسون بين عامي 1927 و1933. ثم لاحقًا بواسطة هاينريش أدولف جوترون وجي دبليو كورتينج.    